# Staniša Mandić
Staniša Mandić (Herceg Novi, 1995. január 27. –) montenegrói válogatott labdarúgó, aki a Sogndal játékosa.

## Statisztika
| Klub         | Szezon   | Bajnokság | Bajnokság | Kupa  | Kupa  | Nemzetközi | Nemzetközi | Összesen | Összesen |
| Klub         | Szezon   | Mérk.     | Gólok     | Mérk. | Gólok | Mérk.      | Gólok      | Mérk.    | Gólok    |
| ------------ | -------- | --------- | --------- | ----- | ----- | ---------- | ---------- | -------- | -------- |
| FK Čukarički | 2013–14  | 4         | 1         | 0     | 0     | 0          | 0          | 4        | 1        |
| FK Čukarički | 2014–15  | 17        | 1         | 4     | 1     | 1          | 0          | 22       | 2        |
| FK Čukarički | Összesen | 21        | 2         | 4     | 1     | 1          | 0          | 26       | 3        |

## Sikerei, díjai

### Klub
- FK Čukarički
  - Szerb kupa: 2014–15

### Válogatott
- Szerbia U20
  - U20-as labdarúgó-világbajnokság: 2015